# Веслање на Летњим олимпијским играма 1900 — осмерац за мушкарце
Трка осмераца је била једна од четири дисциплине у веслању на Олимпијским играма 1900.. Одржана је на реци Сени у Паризу 25. и 26. августа. Учествовало је 46 веслача из 5 земаља. 

## Земље учеснице
- Белгија (9)
- Француска (9)
- Холандија (9)
- Немачко царство (10)
- САД (9)

## Резултати

### Полуфинале
Одржане су две полуфиналне трке, прва са три и друга са два осмерца. Прве две екипе из сваке групе требало је да се пласирају за финалну трку. Пошто је у другом полуфиналу само један осмерац је завршио трку, и треће место из првог полуфинала је донело пласман у финале. 

#### Полуфинале 1
| Место | Екипа | Резултат |
| ----- | --- | -------- |
| 1     | Холандија Франсоа Брант, Јоханес ван Дајк, Рулоф Клајн, Рурд Легстра, Валтер Миделберг, Хендрик Оферхаус, Валтер Тајсен, Хенрикус Тромп, Хермнаус Брокман (кормилар)             | 4:59,2   |
| 2     | Белгија Жил де Бишоп, Проспер Бругеман, Оскар де Сомвил, Оскар де Кок, Морис Хемелсут, Марцел ван Кромбруге, Франк Одберг, Морис Вердонк, Алфред ван Ландегем (кормилар)         | 5:00,2   |
| 3     | Немачко царство Густав Гослер, Оскар Гослер, Ернст Јенкел, Едгар Каценштајн, Валтер Каценштајн, Теодор Лаурецари, Валдемар Титгенс, Артур Варнке, Александер Глајхман (кормилар) | 5:04,8   |

#### Полуфинале 2
| Место | Екипа | Резултат     |
| ----- | --- | ------------ |
| 1     | САД Вилијам Кар, Хари Дебек, Џон Ексли, Џон Гајгер, Едвин Хидли, Џејмс Џувенал, Роско Локвуд, Едвард Марш, Луис Абел (кормилар) | 5:15,4       |
| —     | Француска Картон, Шантрио, Кокије, Демаре, Дорлија, Жилбер, Лисијен Мартине, Рене Валеф, непознат кормилар                      | није завршио |

### Финале
| Место | Екипа | Резултат |
| ----- | --- | -------- |
| 1     | САД Вилијам Кар, Хари Дебек, Џон Ексли, Џон Гајгер, Едвин Хидли, Џејмс Џувенал, Роско Локвуд, Едвард Марш, Луис Абел (кормилар)                                          | 6:07,8   |
| 2     | Белгија Жил де Бишоп, Проспер Бругеман, Оскар де Сомвил, Оскар де Кок, Морис Хемелсут, Марцел ван Кромбруге, Франк Одберг, Морис Вердонк, Алфред ван Ландегем (кормилар) | 6:13,8   |
| 3     | Холандија Франсоа Брант, Јоханес ван Дајк, Рулоф Клајн, Рурд Легстра, Валтер Миделберг, Хендрик Оферхаус, Валтер Тајсен, Хенрикус Тромп, Хермнаус Брокман (кормилар)     | 6:23,0   |
| 4     | Немачко царство Густав Гослер, Оскар Гослер, Ернст Јенкел, Едгар Каценштајн, Валтер Каценштајн, Теодор Лаурецари, Валдемар Титгенс, Артур Варнке, (кормилар непознат)    | 6:33,0   |